# Epinephelus stictus
Epinephelus stictus är en fiskart som beskrevs av Randall och Allen, 1987. Epinephelus stictus ingår i släktet Epinephelus och familjen havsabborrfiskar. IUCN kategoriserar arten globalt som livskraftig. Inga underarter finns listade i Catalogue of Life.